# Calle 28 (línea de la Séptima Avenida–Broadway)
La Calle 28 es una estación en la línea de la Séptima Avenida-Broadway del Metro de Nueva York de la división A del Interborough Rapid Transit Company. La estación se encuentra localizada en Chelsea, Manhattan entre la Calle 28 y la Séptima Avenida. Es utilizada las 24 horas por los trenes del servicio  y, durante las madrugadas, por el servicio .

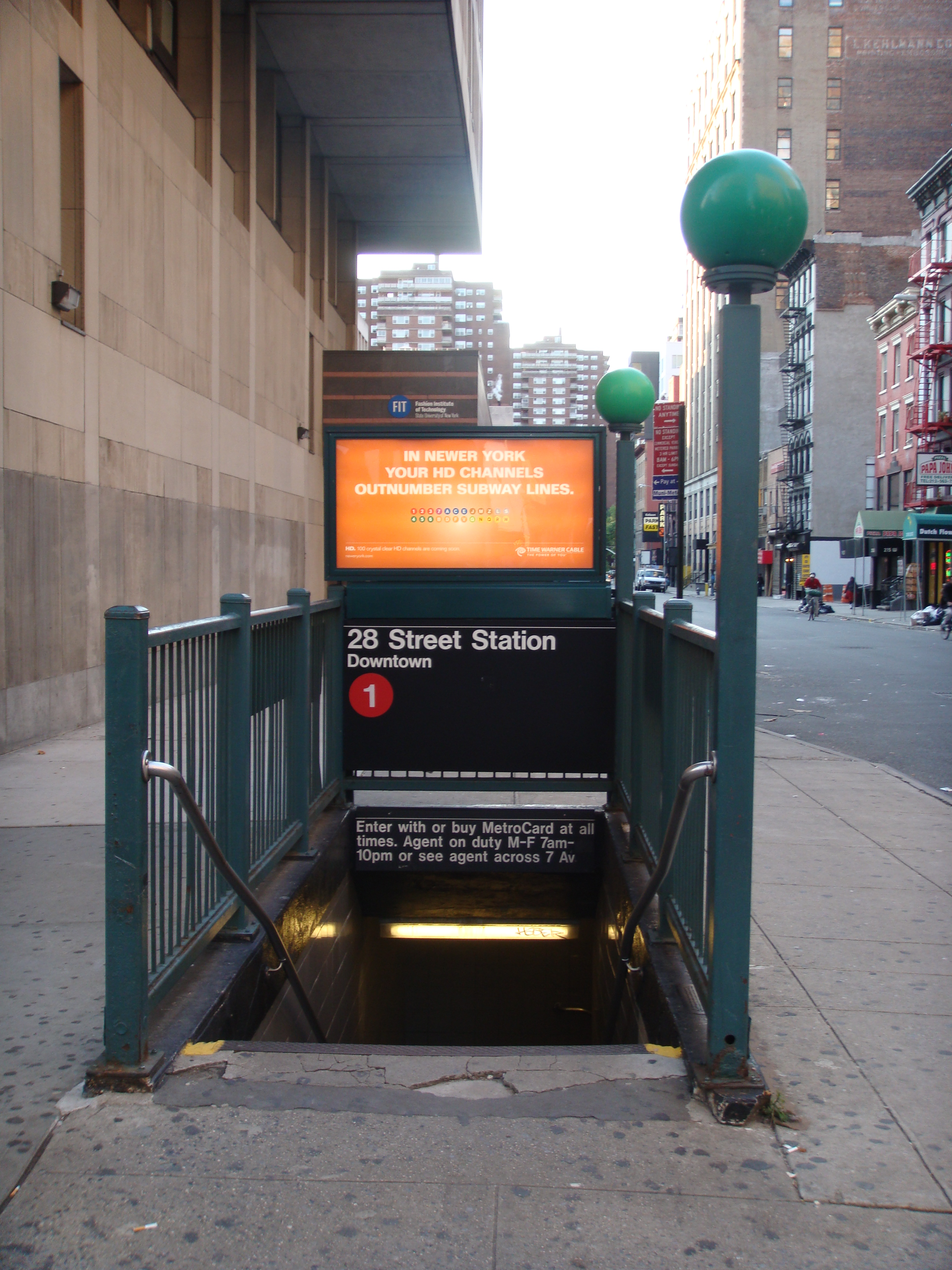
Escaleras sur.